# Laurindo Almeida
Pour les articles homonymes, voir Almeida (homonymie).
Laurindo Almeida est un guitariste brésilien né le 2 septembre 1917 à São Paulo et mort le 26 juillet 1995 à Los Angeles aux États-Unis.
Laurindo Almeida réalise en 1953 avec le saxophoniste Bud Shank un album innovant (Laurindo Almeida Quartet featuring Bud Shank) mélangeant jazz et musique brésilienne qui est, de l'avis du célèbre critique de jazz Leonard Feather et d'autres spécialistes, le précurseur et le prototype de la bossa nova,,, même s'il n'est pas encore de la bossa nova au sens strict du terme et doit plutôt être qualifié de « samba-jazz », selon Almeida lui-même,,. 
Avec cet album, Laurindo Almeida et Bud Shank méritent d'être reconnus comme les pionniers de la fusion de la musique brésilienne et du jazz et comme les premiers musiciens de jazz à avoir joué des sambas brésiliennes, cinq ans avant Antônio Carlos Jobim, cofondateur de la bossa nova, et huit ans avant les premiers morceaux de bossa nova américaine de Dizzy Gillespie, Herb Ellis et Herbie Mann à l'automne 1961, et le fameux album au succès planétaire Jazz Samba enregistré en 1962 par Charlie Byrd et Stan Getz,,,,.
L'album Laurindo Almeida Quartet featuring Bud Shank a influencé Jobim et l'a « aidé à trouver dans quelle direction aller ». 

## Biographie

### Jeunesse
De mère pianiste concertiste classique, il reçoit très tôt une formation musicale. 
Durant sa jeunesse, Almeida est convaincu que les musiciens ne doivent pas rester dans leur propre pays. En 1936, à l'âge de 19 ans, il décroche un job dans l'orchestre d'un bateau de croisière qui accoste au Portugal, en Espagne, en France, en Belgique, en Hollande et en Allemagne, ce qui lui permet d'aller à Paris voir Django Reinhardt et Stéphane Grappelli jouer avec le Quintet du Hot Club de France,,,.
Au Brésil, il travaille comme chef d'orchestre dans une station de radio (1939-46).

### Big band de Stan Kenton
Possédant une collection de disques de jazz américains, Almeida rêve cependant de s'installer aux États-Unis : il choisit la Californie parce qu'il sait qu'il y a là beaucoup de travail en studio. Il débarque donc en 1947 à l'âge de 30 ans en Californie et, étant déjà un artiste bien établi au Brésil, il décroche un emploi dans un studio d'Hollywood, où il collabore au film A Song is Born de Danny Kaye,. Mais le musicien Joe Riddle est frappé par le fait qu'Almeida joue de la guitare avec les doigts, alors que l'habitude aux États-Unis était d'utiliser un plectre. Riddle le recommande à Stan Kenton, qui est à l'époque à la recherche d'un nouveau son acoustique à la guitare et apprécie le fait qu'Almeida joue avec les doigts,. Kenton lui dit « Je ne veux plus de plectre ou de guitare électrique, je veux quelque chose de vraiment pur et clair ». Almeida quitte donc les studios d'Hollywood et intègre l'orchestre de Kenton, dont il reste le guitariste durant trois ans, de 1947 à 1950,,. Il y joue le rôle de guitariste / arrangeur / compositeur, un rôle inédit aux États-Unis à l'époque,.
Par ailleurs, Almeida accompagne les Four Freshmen et travaille pour les studios de cinéma.

### Almeida  et Shank, précurseurs de la bossa nova dès 1953
En 1950, Stan Kenton tombe malade et dissout son big band : Almeida se lie alors avec le saxophoniste Bud Shank, le bassiste Harry Babasin et le batteur Roy Harte. Le jeune producteur Richard Bock, fondateur du label Pacific Jazz Records, leur demande d'enregistrer un disque,.  Shank est enthousiaste mais ne sait trop que faire,. Almeida suggère alors « Et bien, marions nos musiques et voyons ce qui se passe »,. Shank et Babasin jouent tous deux un rôle très important dans l'élaboration de l'aspect jazz de l'album, et en avril 1953 le quatuor enregistre ce disque innovant dans lequel il mélange le jazz et la samba brésilienne,,.
Almeida baptise ce nouveau style « samba-jazz ».
Deux disques vinyle de format 10 pouces intitulés Laurindo Almeida Quartet, featuring Bud Shank et Laurindo Almeida Quartet, featuring Bud Shank Vol. 2 sont publiés en 1954, combinés en 1961 en un album de format douze pouces intitulé Brazilliance publié sur le label Pacific Jazz Records,.
Almeida et Shank reprennent leur collaboration « samba-jazz » en enregistrant en mars 1958 Holiday in Brazil, un album qui est légèrement antérieur à la fondation de la bossa nova par Antônio Carlos Jobim, Vinícius de Moraes et João Gilberto, marquée officieusement par l'album Canção do amor demais composé par Jobim et de Moraes et enregistré par la chanteuse Elizeth Cardoso en mai 1958, et officiellement par l'album Chega de saudade de João Gilberto paru en 1959,,,,,. Holiday in Brazil précède par ailleurs de plus de trois ans les premiers morceaux de bossa nova américaine enregistrés par Dizzy Gillespie et Herb Ellis à l'automne 1961, et le fameux album au succès planétaire Jazz Samba enregistré en février 1962 par Charlie Byrd avec l'aide de Stan Getz,,,.
Après Holiday in Brazil, rebaptisé plus tard Brazilliance Volume 2, vient enfin en 1959 Latin Contrasts,, parfois appelé Brazilliance Volume 3, qui est un disque de Bud Shank avec des arrangements d'Almeida.
Par ailleurs, Almeida combine des styles musicaux brésiliens divers (modinha, choro, maracatu, boi-bumbá) au jazz et à des formes musicales classiques comme dans son album Duets with the Spanih Guitar de 1957.
Au début des années 1960, il sacrifie à la mode de la bossa nova créée par Getz, Gilberto, Byrd et Jobim, avec son album Viva Bossa Nova! de 1962, qui est un succès commercial.

### Carrière ultérieure
Établi en Californie, menant de pair une carrière de musicien de variété et de jazzman, Almeida joue et enregistre avec le Modern Jazz Quartet, Stan Getz, Herbie Mann, le L.A. Four avec quelques incursions symphoniques.
De plus en plus investi dans son travail d'arrangeur pour petit et grand écran (800 musiques pour films et séries télé), il enregistre encore parfois, en trio ou en compagnie d'autres guitaristes, jusqu'à son décès.

## Discographie
- 1954 :
  - Laurindo Almeida Quartet featuring Bud Shank, de Laurindo Almeida et Bud Shank (Pacific Jazz)
  - Laurindo Almeida Quartet featuring Bud Shank Vol. 2 (Pacific Jazz)
- 1958 : Holiday in Brazil, de Laurindo Almeida et Bud Shank, World Pacific Records WP-1259
- 1958 : Duets with the spanish guitar, avec Martin Ruderman, flute, et Salli Terri, contralto (Capitol EMI Records P8406)
- 1960 : Happy cha-cha-cha (Capitol)
- 1962 :
  - Laurindo Almeida and the Bossa Nova All Stars (Capitol)
  - Ole bossa nova (Capitol)
  - Three Guitars in Bossa Nova Time avec Herb Ellis et Bob Enevoldsen (Epic)
- 1963 :
  - Stan Getz with guest artist Laurindo Almeida (Verve)
  - It's bossa nova world (Capitol)
- 1964 :
  - Broadway solo guitar (Capitol)
  - Guitar from Ipanema (Capitol)
- 1965 : Suenos (Dreams) (Capitol)
- 1966 :
  - Laurindo Almeida plays for a man and a woman (Capitol)
  - Sammy Davis Jr. Sings and Laurindo Almeida Plays (Reprise)
- 1967 :
  - Spiced with Brasil - Nancy Ames with Laurindo Almeida (Epic)
  - …Together (avec Rafael Méndez) (Decca)
- 1969 :
  - Classical Current (Warner Bros.-Seven Arts)
- 1974 : Latin guitar (Dobre)97
- 1976 : Pavane pour une infante défunte The L.A. Four (Warner - East Wind)
- 1977 :
  - Going Home The L.A. Four (Warner - East Wind)
  - Virtuoso guitar (Crystal Clear)
- 1978 :
  - Concierto de Aranjuez (East Wind)
  - Chamber jazz (Concord Jazz)
  - Laurindo Almeida Trio (Dobre)
- 1979 :
  - New directions (Crystal Clear)
  - First concerto for guitar and orchestra (Concord Concerto)
- 1980 : Brazilian soul (Concord Jazz Picante)
- 1982 : Latin odyssey (Concord Jazz)
- 1983 : Artistry in rhythm (Concord Jazz)
- 1985 : Tango (Concord Jazz Picante)
- 1989 : Music of the Brazilian masters (Concord)
- 1991 : Outra vez (Concord Picante)

## Filmographie

### comme compositeur
- 1955 : The Naked Sea d'Allen H. Miner
- 1956 : Adieu Lady (Good-bye, My Lady) de William A. Wellman
- 1957 : Le Jour des morts (Day of the Dead) de Steve Miner
- 1957 : La Grande Caravane (Wagon Train) (série TV)
- 1957 : Escape from San Quentin de Fred F. Sears
- 1958 : Tueurs de feux à Maracaibo (Maracaibo) de Cornel Wilde
- 1959 : La Fin d'un voyou (Cry Tough) de Paul Stanley
- 1959 : Johnny Ringo (série TV)
- 1966 : Cowboy (en)
- 1968 : The Magic Pear Tree (de)
- 1971 : Death Takes a Holiday (TV)

### comme acteur
- 1954 : Une étoile est née (A Star Is Born) : Guitarist
- 1965 : Runaway Girl (en) : Guitar Player
- 1995 : Carmen Miranda: Bananas is my Business : Documentaire